# Trichothyrsa
Trichothyrsa é um gênero de mariposa pertencente à família Acrolepiidae.